# Ford Ruhr
Der Ford Ruhr (Typ G388T) ist ein Lkw-Modell, das Ford Deutschland zusammen mit dem größeren Schwestermodell Ford Rhein in den Jahren 1948 bis 1958 herstellte.
Der neue Wagen kam als Nachfolger des Ford V 3000 S und entsprach diesem fast genau. Er hatte einen Reihenvierzylinder-Ottomotor mit 3285 cm³ Hubraum, der 52 PS (38 kW) leistete. Über ein Vier- oder Fünfganggetriebe wurde die Motorkraft an die Hinterräder weitergeleitet. Auf Wunsch war auch Allradantrieb erhältlich.
Üblicherweise wurden die Lkw mit Ganzstahlführerhaus in Grau und mit Pritsche vom Werk ausgeliefert. Der Radstand betrug 4013 mm, die Nutzlast 3000 kg. Ab 1952 gab es zusätzlich Fahrzeuge mit auf 3404 mm verkürztem Radstand, deren Nutzlast nur 1500 oder 2000 kg betrug. Sie wurden als „Schnell-Lastwagen“ angeboten.
Der Ford Ruhr war nur mit Ottomotor erhältlich. Auch die Wettbewerber boten nur zum Teil Dieselmotoren an, außerdem konnten Ottomotoren auch mit Holzvergaser ausgestattet werden, und so dem Treibstoffmangel der Nachkriegszeit begegnen. Später waren Ottomotoren ein entscheidender Nachteil, weil sie deutlich mehr Kraftstoff (etwa 17 l / 100 km) als vergleichbar starke Dieselmotoren verbrauchen.
Der Nachfolger, der Ford FK 2500, war mit Zweitakt-Dieselmotoren ausgestattet.